# 深田久弥

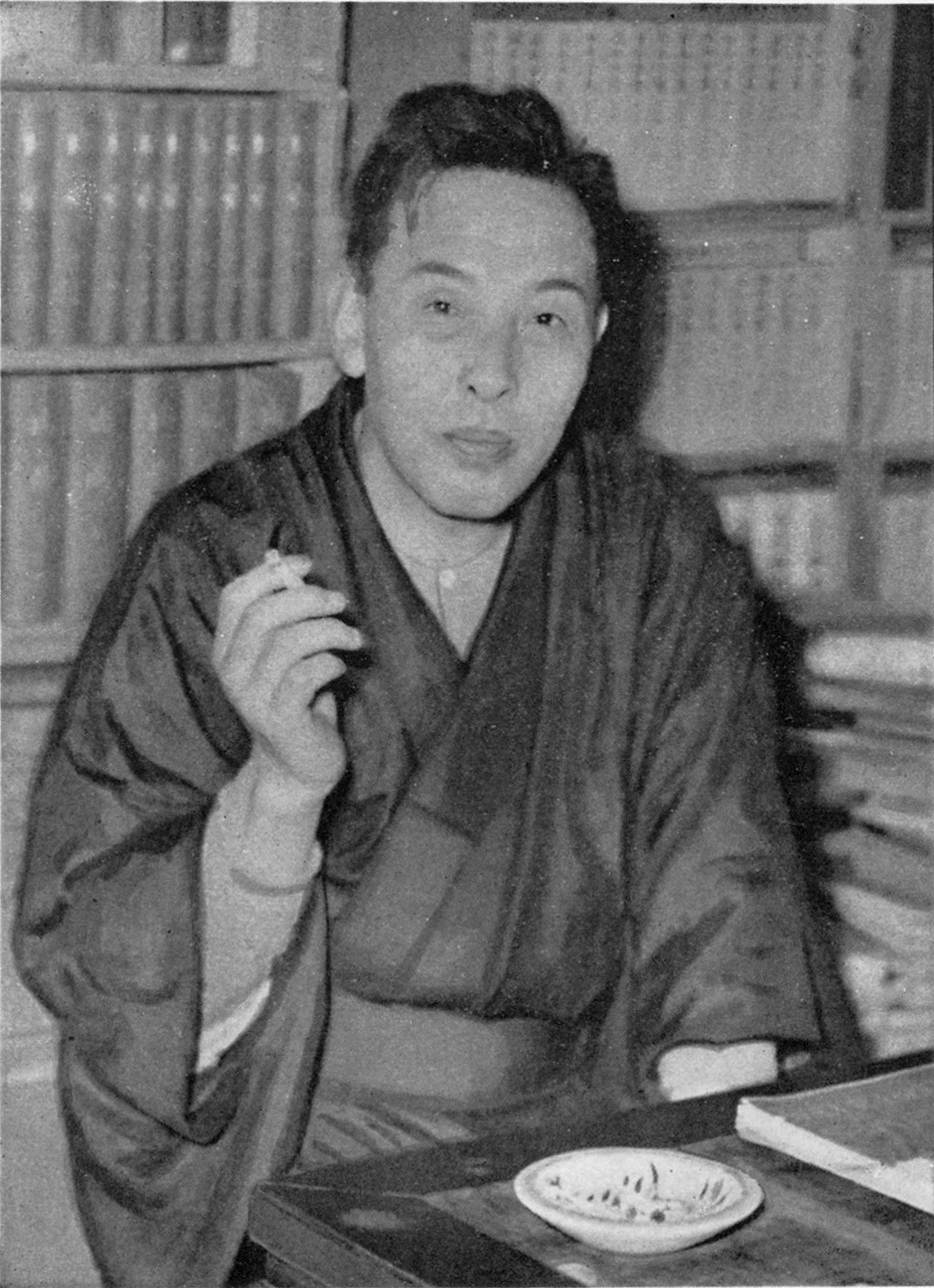
1954年ごろ

深田 久弥（深田 久彌、ふかだ / ふかた きゅうや、1903年〈明治36年〉3月11日 - 1971年〈昭和46年〉3月21日）は、石川県大聖寺町（現・加賀市）生まれの小説家、随筆家および登山家、チベット・ヒマラヤ研究家である。

## 概要
戦前は小説家、編集者として活躍し、戦後は主に山やスキーに関する随筆をもって著名がある。山をこよなく愛し、読売文学賞を受賞した著書『日本百名山』は特に良く知られている。俳号も山の入った九山であり（愛称である「久さん」のもじりで、荏草句会の永井龍男による命名）、自宅の書斎を兼ねた書庫には「九山山房」の名があり、山房の主とも称した。1971年（昭和46年）3月21日、登山中の茅ヶ岳山頂直下で脳卒中のため68歳で死去。その場所には『深田久弥先生終焉の地』と表記された石碑が立っている。命日の3月21日は「九山忌」と称される。「深田クラブ」により100名山を加えて200にした日本二百名山もある。

## 経歴
1903年（明治36年）3月11日、石川県江沼郡大聖寺町字中町（現・加賀市）で紙商・印刷業を営む深田屋の長男として生まれる。白山を眺めて育ち、医師の稲坂謙三が作った大聖寺学生会の集まりで12歳の時に地元の多くの小中学校の遠足コースであった加賀市南西部の福井県境に近い富士写ヶ岳（942メートル）へ登ったのがきっかけで登山に興味を持ったと自書で述懐している。小学校の裏に錦城山（60メートル）があり、「錦城山の如く美しい心を持て」と校長がよく説いた。
大聖寺町立錦城尋常高等小学校（現在の加賀市立錦城小学校）尋常科および高等科を卒業後、福井県立福井中学校（現在の福井県立藤島高等学校）から第四高等学校を受験するも不合格となり、一浪して1922年（大正11年）、第一高等学校文科乙類（現在の東京大学教養学部）に入学し北陸本線で上京、学校の近くの寄宿舎に暮らした。文芸部では堀辰雄や高見順と知り合う。旅行部（山岳部）では浜田和雄（登山家・植物学者の田辺和雄）と知り合って大きく影響を受け、山やスキーにも親しんだ。また、柔道やヨットの選手としても活躍した。小学校の先輩には中谷宇吉郎が、福井中学校の同級生には森山啓、一級上に吉田正俊、二級上に中野重治と皆吉爽雨、下級生に熊谷太三郎がいる。一高時代はドイツ語を選択し菅虎雄に学び、ゲーテの評論などを残した（『日本百名山』の「百の頂に百の喜びあり」はゲーテの『Wandrers Nachtlied（さすらい人の夜の歌イルメナウ）』の「Über allen Gipfeln Ist Ruh（全ての頂に憩いがある）」を踏まえたもの）。同学年には雅川滉（成瀬正勝）が、一年上には堀辰雄のほか、神西清、小林秀雄がおり、堀や小林の影響でジイドやスタンダールなどのフランス文学にも傾倒し、後年著作を残している。柴生田稔からは俳句に対する興味を喚起された。この頃、通学路（御茶ノ水駅から本郷通り）で出会う一人の女学生に対して密かに心を寄せた。1925年（大正14年）、同郷である中野の同人『裸像』に参加（他に中平解、興地実英、大間知篤三、見佐田敏郎、中井精一、秋虎雄、舟木重彦など）。同じ頃、校友会雑誌の編集（文芸部の見佐田敏郎、柴生田稔、熊平精一、安永不二男との共同）や、第9次『新思潮』の同人（他に成瀬正勝、小林勝、青江舜二郎ら）となるなど徐々に文芸・執筆活動を開始する。高校・大学時代に本格的に登山に目覚め、北アルプスや丹沢、大菩薩、奥秩父、八ヶ岳、朝日連峰、尾瀬、薬師岳などを始めとして日本各地の山に登る。あまりに山に熱中したため卒業試験を放棄、留年する（自著『わが山々』によれば”愛すべき山歩きのためのダブり”）。一高の同窓会では石原巌（大正13年入学で後に梓書房『山』の編集長になる）が中心となって活動していた山仲間のグループ「あざらし会」や、ＧＳＬ倶楽部（GARRIO・SCANDO・LABOR、駄弁る・登る・滑るを意味するラテン語の頭文字）といったつながりもあった。スキーは大正11年に初めてから昭和19年に応召されるまでは毎冬欠かさなかったという。
1926年（大正15年）、一高を卒業し東京帝国大学文学部哲学科に進む。1927年（昭和2年）、当時円本ブームに沸いていた改造社が編集部員を募集していること知り、大学に在籍したまま入社試験を受けて合格。上林暁は会社の先輩に当たる。1928年（昭和3年）、『新思潮』11月号に小説「実録武人鑑」を掲載、これが横光利一や正宗白鳥に認められ文壇デビュー。改造社の創業十周年記念（『改造』創刊十周年）の懸賞創作の募集に際して応募作の下読みを任され、その過程で応募作を通じて北畠八穂に惹かれ、恋に落ちる。1929年（昭和4年）、堀辰雄、横光利一らの同人『文學』（第一書房）の創刊に参加（他に川端康成、犬養健、永井龍男、吉村鐡太郎など）。上京した北畠と千葉県我孫子で同棲を始めるが、北畠の持病のことを知った親の反対もあって入籍には至らなかった。11月、新思潮に小説『津軽の野づら』を発表。1930年（昭和5年）10月、文藝春秋に『オロッコの娘』を発表。文筆一本の生活に入るため改造社を辞職し、東京帝国大学も中退した。この頃、堀の仲介で本所の新小梅町（墨田区向島）に移る。川端や堀の影響でカジノ・フォーリーにも通ったという。同年、『文學』の流れを汲む『作品』の同人に参加、大岡昇平と知り合う。1931年（昭和6年）、井伏鱒二が『時事新報』に「東京新風景 新宿」として新宿三越の屋上から深田によって東京から見える山岳展望について説明を受けたことを記事にする。1932年（昭和7年）9月、神奈川県鎌倉町二階堂に移る。同年、『改造』11月号に発表した『あすならう』で文壇的評価を確立したが、実は『あすならう』も『オロッコの娘』もその他の作品も、北畠との「共同作業」（代作、ゴーストライター）であった。このことに気付いた小林秀雄や川端康成からは厳しくたしなめられた。1933年（昭和8年）10月、文化公論社より『文學界』が創刊され、その同人となる。同人は川端、小林の他に広津和郎、林房雄、武田麟太郎、豊島与志雄、宇野浩二などがいた。深田はこの年編集委員になる。11月、江川書房から400部の限定出版で初の作品集『翌桧』刊行（「オロッコの娘」・「乱暴者」・「あすなろう」を収録）。鎌倉に移って以後、山やスキーを中心とした文章が多くなる。鎌倉文士の久米正雄と里見弴を重鎮に、小林秀雄、林房雄、川端康成らと鎌倉ペンクラブ結成。『文藝通信』誌にも「文壇スキーヤー連」などの寄稿を行った。
1934年（昭和9年）5月、改造社の文芸復興叢書の中の一冊として表題作を含む作品集『雪崩』刊行。12月には改造社から初の山の紀行・随想集『わが山山』刊行。装幀は上野・黒門町の「うさぎや」二代目谷口喜作による。1935年（昭和10年）、日本山岳会に入会（石原巌と額田敏からの紹介）。石原の雑誌『山』に「山の手帖」と題して一つ一つの山を紹介する連載が始まったが、第一の巻機山と第二の会津駒ヶ岳が載ったところで休刊となった。太宰治の『狂言の神』では自殺を考えて鎌倉を彷徨った主人公が、話し合いを願って深田の家を訪れ、深田と将棋を指すシーンがある。1936年（昭和11年）、『知と愛』の発表始まる。1937年（昭和12年）10月、改造社より「津軽野のづら」と「あすなろう」、「志乃の手紙」を纏めた『津軽の野づら』刊行（前述の作品より改稿あり。「オロッコの娘」は挿話として組み込まれた）。1939年（昭和14年）、深田の作詞した『ヒュッテの夜』がＮＨＫ東京放送局から国民歌謡として放送される（作曲は高木東六）。1940年（昭和15年）、朋文堂の雑誌『山小屋』に「日本百名山」の連載開始（全10回、20座まで）。3月、八穂と結婚して正式に夫婦となる。だが、翌1941年（昭和16年）に中村光夫の結婚披露宴の席で一高時代に密かに思いを寄せていた女性・木庭志げ子（中村の姉）と偶然再会して道ならぬ恋に落ち、脊椎カリエスで寝たきりの八穂を差し置いて志げ子と逢引を繰り返す。二人は雨飾山を目指す旅の途中で大町駅から中綱湖まで歩き、湖畔の宿に泊まった。大糸南線の終点の中土駅から小谷温泉まで歩き、天気の回復を待って滞在したが、5日目には諦めて湯峠を越えた山口に宿泊。更に糸魚川で独ソ開戦のニュースを耳にし、越後湯沢を経由して帰京した。一方、同じ町内の三好四郎を通じてかねてから深田と親交のあった中島敦は、1941年6月28日にパラオに出立する前に、深田に自身の原稿をまとめたもの『古潭』を託し、発表の仲介を依頼した。深田は1942年（昭和17年）に、前年託された中島の原稿のうち『李陵』『山月記』、また田中英光の『オリンポスの果実』の原稿を『文學界』に紹介した。同年8月、長男誕生。翌1943年（昭和18年）5月、志げ子が深田の子を出産したことが八穂に露見する。同じ年、母校である錦城小学校の校歌を作詞している（校歌・学園歌は加賀市を中心として他に７校に至る）。深田作詞の校歌には白山を織り込んだものが多い。
1944年（昭和19年）3月3日、北海道の函館にいる妹の元へのスキー旅行中に応召され（故郷からの電報で「キウヤアカガミキタスグカエレ」と届いた）、金沢で陸軍少尉として入隊（深田は昭和6年、8年の金沢歩兵第7連隊への幹部候補生としての入営のほか、昭和13年にも従軍記者としての経験あり）、中支派遣独立歩兵第489大隊第3中隊に所属し、中国大陸各地を転戦する。この事は『旧戦友』『当番談』『わが小隊』などに綴られた。同大隊の第2中隊には2等兵として八木義徳がおり、八木が横光利一に出征のあいさつに行ったところ、「金沢の部隊なら深田がいるかもしれないので、もし会うことがあればきちんとあいさつをしなさい」と告げられた。また八木が門司で荷役についたときに最初に持ち上げた荷物が深田の将校行李だったという。長沙から衝陽への行軍中、八木が芥川賞受賞の通知（3ヶ月かかって届いた水浸しで泥だらけになった書簡）を受け取った時、予め新聞で受賞のことを知っていた深田は八木にタバコ3箱（緑色の地に金文字の美しい小箱に入った英国製のスリーキャッスル）を送って餞とした。兵舎の裏手の丘の上で並んで青い草の上に腰を下ろし、八木が一本抜き取って口に咥えると、深田が火をつけ、それから二人は心ゆくまで甘い煙草をふかした。現役のいない召集兵ばかりの部隊の中で、謙虚で温和な人情少尉と評された。従軍中、南京で小林秀雄と偶然再会すると、『史記列伝』を貰い、形見がわりにチェスタトンの『正統思想』を送った。塹壕生活の日々ではスタンダールの『赤と黒』『パルムの僧院』を通読した。隊では句会が盛んに行われ、湖南子と号し、回覧誌「龍頭」を作った。道端で見かけた「山秀水清」の碑を心に留め、後年になって本の題名に使った。終戦後、湖南省新邵で俘虜生活を送る。
1946年（昭和21年）復員し内地に引き揚げると、八穂の待つ鎌倉には定着せず、志げ子と息子が疎開していた越後湯沢へ向かい1年ほど暮らす。1947年（昭和22年） に八穂と離婚の上、志げ子と再婚した。離婚をきっかけとして八穂に小説焼き直し（合作）の件を暴露されたため、作家としての深田の信用は失墜し、10年以上にわたる雌伏生活を余儀なくされた）。同年9月、郷里の大聖寺の稲坂健三宅の離れに移り住む。1948年（昭和23年）、次男誕生。1949年（昭和24年）、錦城山岳会を結成し、理事となる。この頃より本格的に登山を再開する。1951年（昭和26年）3月、石川県金沢市に移る。1952年（昭和27年）頃より次第にヒマラヤ研究に関心をもち、関連図書の蒐集を始め、1953年（昭和28年）6月から『岳人』誌上で『机上ヒマラヤ小話』として連載が始まる。小説作品は金沢時代をモチーフに書かれた『火にも水にも』（昭和31年に書籍化）をほぼ最後に途切れる。1955年（昭和30年）に再び上京、世田谷区松原に居を構える（志げ子の母方の持ち家で、中村光夫と同世代の中村哲が借りていたが転居のため空き家となったもの）。
1958年（昭和33年）、写真家の風見武秀、画家の山川勇一郎、医師の吉原和美との4名でアーチストアルパインクラブを組織し、ジュガールヒマール、ランタンヒマールの探検に出発。後、『雲の上の道』『氷河への旅』として結実。
1959年（昭和34年）から1963年（昭和38年）にかけて、山岳雑誌『山と高原』（朋文堂）で毎月2山の連載を50回行い、推敲の上で新潮社から1964年に『日本百名山』を出版する。同書は翌1965年（昭和40年）に第16回読売文学賞（評論・伝記賞）を受賞、人気作家に返り咲いた。昭和35年には自宅の敷地に本小屋「九山山房」が建てられ（深田の留守中に母屋の畳を変えようとした志げ子によって進められたもの）、蒐集の結果ここに集められた地図や本、雑誌類は1000冊以上に及び、特にヒマラヤや中央アジアに関する資料は日本山岳会を初めとした国内の登山隊による各種のエベレスト登頂計画の推進や立案にも大きく寄与した。また『ヒマラヤ登攀史』や『ヒマラヤ 山と人』『ヒマラヤの高峰』シリーズといった一連の著作に生かされた。なお山房の扁額の揮毫は槇有恒、彫刻は佐藤久一朗による。
1960年（昭和35年）に修道社『世界の旅・日本の旅』でシルクロードの連載が始まり、これが1962年（昭和37年）に角川書店から新書としてまとめられると、第9回青少年読書感想文全国コンクールの課題図書になるなど大きな反響を引き起こした。1966年（昭和41年）には自らが隊長となって長沢和俊らと約4ヶ月中央アジアを旅行し、その後紀行探検記を著した。日中国交正常化前のことであり、双葉社のノンフィクション「世界の秘境シリーズ」に掲載された一連の作品は、その後に開かれた講演会や「シルクロードの旅」展などを通じてシルクロードという概念が日本において人口に膾炙する端緒となった。
1968年（昭和43年）に日本山岳会の副会長に就任した。1969年（昭和44年）に山渓賞（山と渓谷社）を受賞。

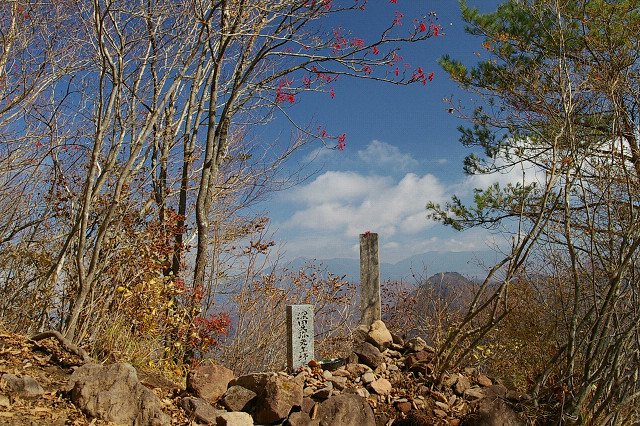
深田久弥終焉の地（山梨県茅ヶ岳）

1971年（昭和46年）3月21日、登山中の茅ヶ岳（1,704メートル）にて脳卒中で急逝。遺作に『中央アジア探検史』（白水社）がある。

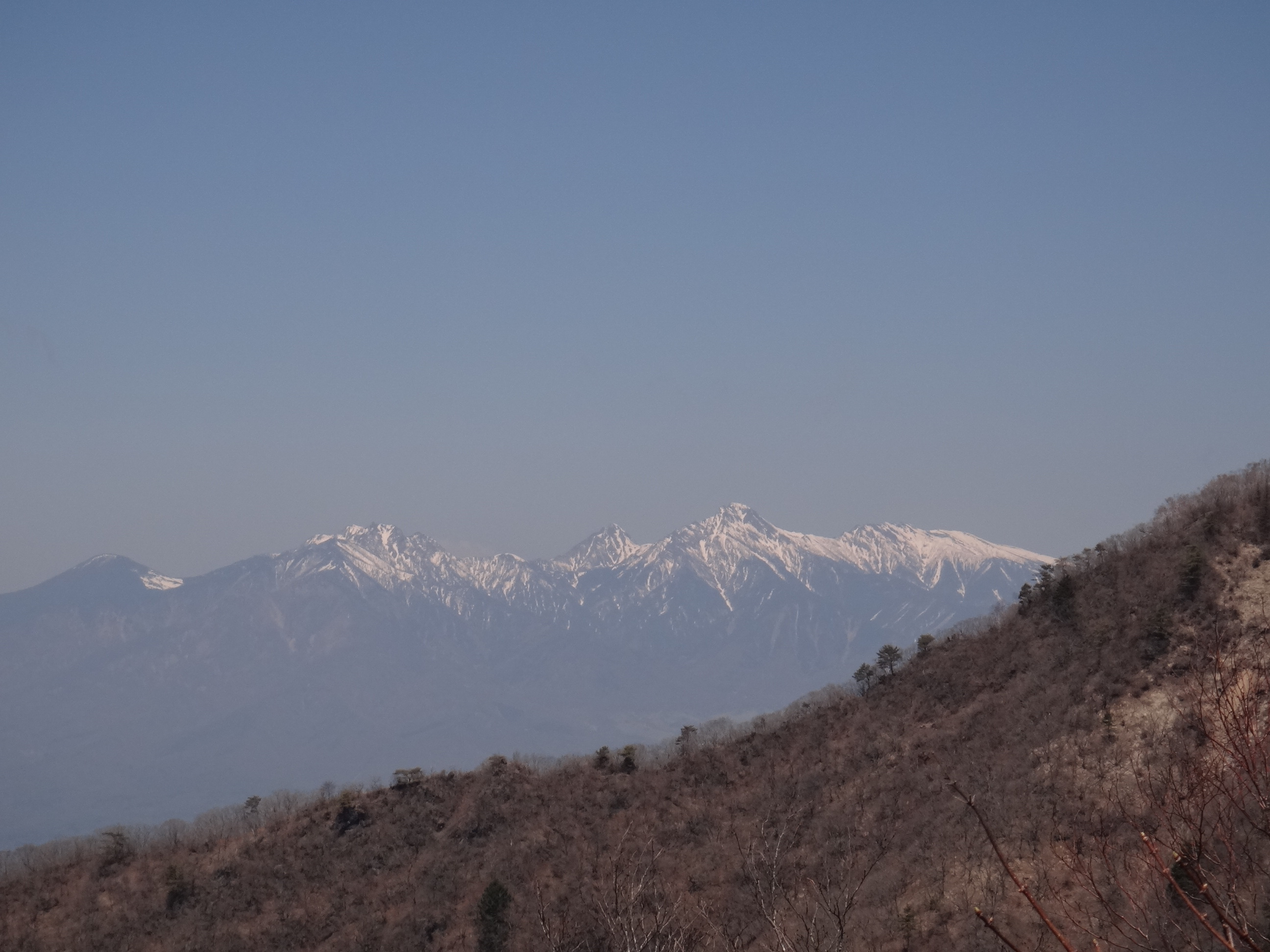
茅ヶ岳山頂からの八ヶ岳の風景。深田は大学生時代に八ヶ岳で同行の友人を失くしたこともあり、山行を共にしていた山仲間の藤島敏男は「八ヶ岳を見ないで亡くなったほうがむしろよかったかな」と漏らしたという。

## 没後の動き

深田久弥文学碑（江沼神社境内）

1971年（昭和46年）3月23日、築地本願寺別院で告別式。5月8日から石川近代文学館で追悼展。5月23日、郷里・大聖寺の全昌寺で合同追悼会。7月2日、加賀市の法華宗本光寺境内墓地に深田久弥の墓が建立された。戒名は慧岳院釈普宏。墓碑には「読み、歩き、書いた」と刻まれている（スタンダールの墓碑「書いた、愛した、生きた」を倣ったもの）。
1972年（昭和47年）3月19日、深田も生前参加していた「はつしほ句会」により第一回九山忌が催される。
1974年（昭和49年）4月21日、出身地である加賀市大聖寺町江沼神社境内に、深田久弥文学碑が建立された。「山の茜を顧みて 一つの山を終わりけり 何の俘のわが心 早も急かるる次の山」は新潟県にある越後三山只見国定公園の未丈ヶ岳からの帰りに小出町（現・魚沼市）の「こまいぬ荘」で白布に書かれた詩（山の四行詩）を滝口加全が一字一字写しとり、陶板に焼き付けたもの。6月29日、深田クラブが発足。
1975年（昭和50年）には加賀市の名誉市民に選ばれる。
1981年（昭和56年）4月21日 - 韮崎市観光協会が茅ヶ岳の登山口に深田久弥記念公園を開設した。その顕彰碑には「百の頂上に百の喜びあり」と記されている。翌年の1982年から毎年4月の第3日曜日に「深田祭」が開催されている。
1992年（平成4年）4月21日、加賀市中央公園歴史民俗広場に作られた「ふるさと人物ロード」のレリーフ11人の中に選出される。
1993年（平成5年）11月、深田久弥誕生の地の深田印刷部前に「深田久弥誕生の地」の石碑が大聖寺観光協会により設定された。
1995年（平成7年）6月3日、丸岡町（現・坂井市）霞の町福祉センターの前に句碑が建立。
1997年（平成9年）10月9日、加賀市山岳協会と大聖寺文化協会が中心となり「深田久弥を愛する会」が結成された。
2002年（平成14年）12月には加賀市大聖寺に「深田久弥 山の文化館」がオープンした。
2003年（平成15年）7月1日、生誕100年の白山の山開きの日に『山を愛した文学者深田久弥　生誕100年（北陸　石川）』の北陸ふるさと切手が郵便局から発売された。

## 主な登山記録（山行記録）

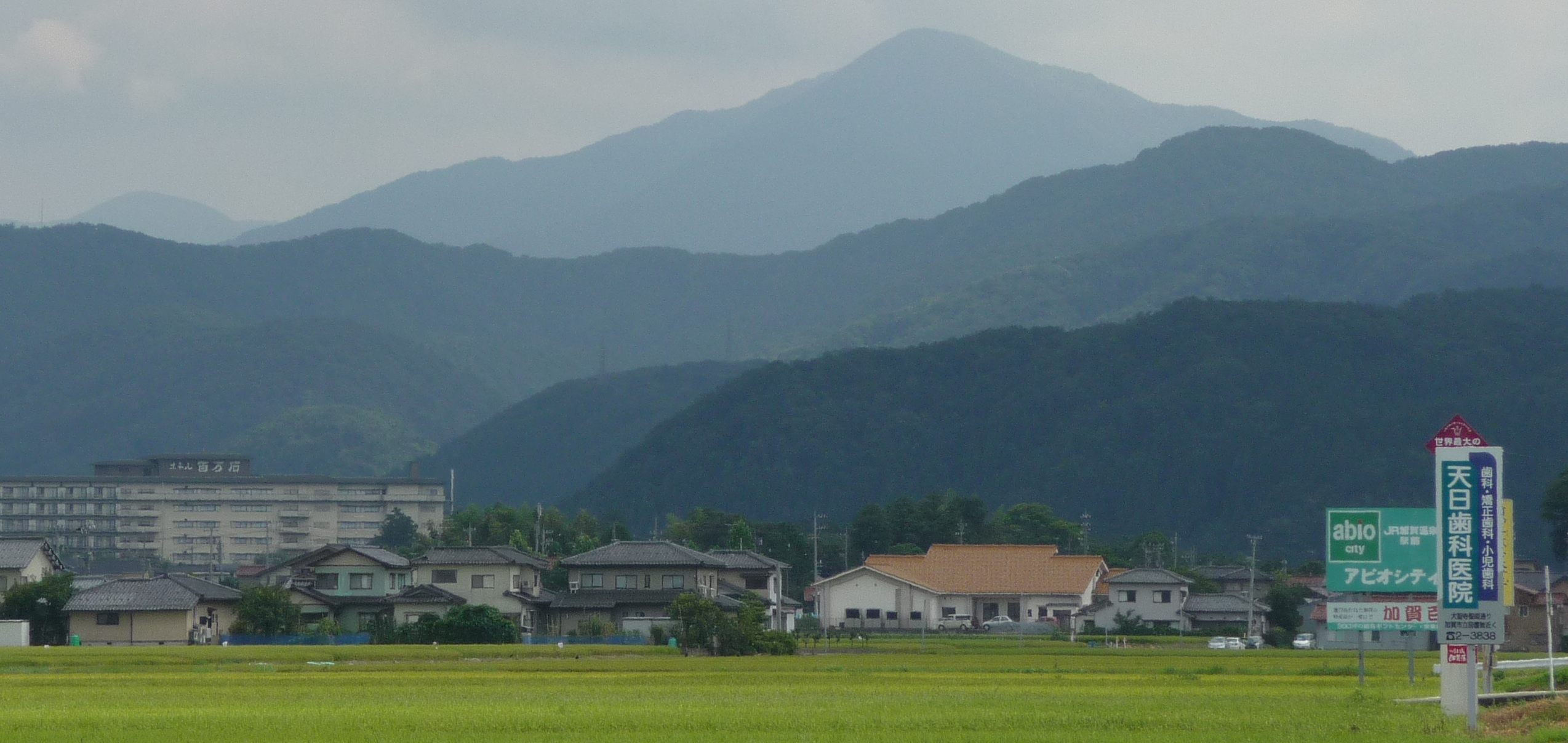
深田久弥が12歳の時登り登山に興味を持つきっかけとなった冨士写ヶ岳（ふじしゃがだけ）（942メートル、加賀市南西部福井県境近く）。深田が育った加賀市大聖寺町付近から臨む。

- 1918年（大正7年） - 中学生の時友人と二人で白山に登頂し、山岳開眼した。
- 1922年（大正11年）
  - 7月 - 槍沢から槍ヶ岳に登頂。
  - 夏 - 高等学校一年生の時に浅間山に登頂。
  - 秋 - 金峰山に登頂。
- 1923年（大正12年）7月 - 栂池方面より、白馬岳に登頂。
- 1925年（大正14年）5月 - 苗場山に登頂。
- 1926年（大正15年）
  - 大学一年生で、重いテントを背負い、朝日連峰を縦走して、朝日岳に登頂。
  - 友人と二人でテントを背負い、薬師岳に登頂。
  - ほとんど人に合わない静かな山であった赤城山に登頂。
  - 秋 - 至仏山に狩小屋沢から登頂。
- 1932年（昭和7年）秋 - 友人と三人で、青木鉱泉からドンドコ沢を通り、鳳凰山に登頂。
- 1933年（昭和8年）秋 - 天神峠を経て、谷川岳に登頂。
- 1934年（昭和9年）夏 - 友人と二人で、鹿島槍ヶ岳に登頂。
- 1936年（昭和11年）
  - 4月8日 - 残雪の巻機山に登頂。
  - 6月中旬 - 快晴の会津駒ヶ岳に登頂。
- 1939年（昭和14年）
  - 12月 - 快晴の霧島山に登頂。
  - 12月に、花之江河の小屋に宿泊し、宮之浦岳に登頂。18年後に、2度目の登頂。
- 1941年（昭和16年）
  - 6月上旬 - 弟と梶山新湯より雨飾山をめざすも、薬師尾根上で登山道が見つからず、引き返す。
  - 6月中旬 - 木庭志げ子と雨飾山をめざし、小谷温泉に4日間滞在するが、雨が続いて断念。湯峠を越えて根知に出る。
- 1942年（昭和17年）
  - 5月中旬 - 赤岳鉱泉に泊まり八ヶ岳に登頂。
  - 8月5日 - 男体山に登頂。
  - 10月中旬 - 道後温泉に入った翌日、石鎚山に登頂。
- 1947年（昭和22年）に、雨天の夏に岩木山に登頂。
- 1952年（昭和27年）
  - 後立山連峰の縦走時に五竜岳に登頂。
  - 夏 - 友人と二人で易老渡から光岳に登頂。
  - 秋 - 一人で大門峠から蓼科山に登頂。
- 1957年（昭和32年）10月14日 15時 - 室谷福一を案内人に立て、小谷温泉から荒菅沢経由で雨飾山に登頂。三度目の挑戦であった。夫人（志げ子）、画家の山川勇一郎、大町南高校教諭の丸山彰の5人パーティーである。行動時間は12時間を越え、宿に戻ったのは20時。そこで大町保健所長の古原和美の出迎えを受けた。
- 1959年（昭和34年）
  - 斜里岳五合目の清岳荘に宿泊し、翌日家族3人で登頂。
  - 雄阿寒岳に登頂したが、雌阿寒岳は火山活動中で登山禁止になっていた。
- 1960年（昭和35年）4月21日 - 黒井沢ルートから恵那山に登頂し、神坂ルートを下り、翌日萬岳荘に宿泊し、富士見台高原にも登頂する。

## 日本百名山のその後
1978年（昭和53年）に日本山岳会のメンバーが新たに選定した二百山を追加する形で「日本三百名山」を選定した。また1973年（昭和49年）6月には日本百名山を完登して深田久弥の精神を受け継ぐ「深田クラブ」が発足した。会員内で吟味した結果、1987年（昭和52年）8月には本百名山に百山を追加する形で『日本二百名山』が出版された（三百名山に含まれない荒沢岳を追加して山上ヶ岳を除外した）。1994年（平成6年）にはNHK（BS2）のテレビ番組『日本百名山』シリーズで全山が紹介された。多くの登山ガイド本、関連映像DVD（ビデオ）も出版された。その結果、多くの登山者に認知されるようになり、完登を目標とする登山者もあらわれた。

## 関連画像

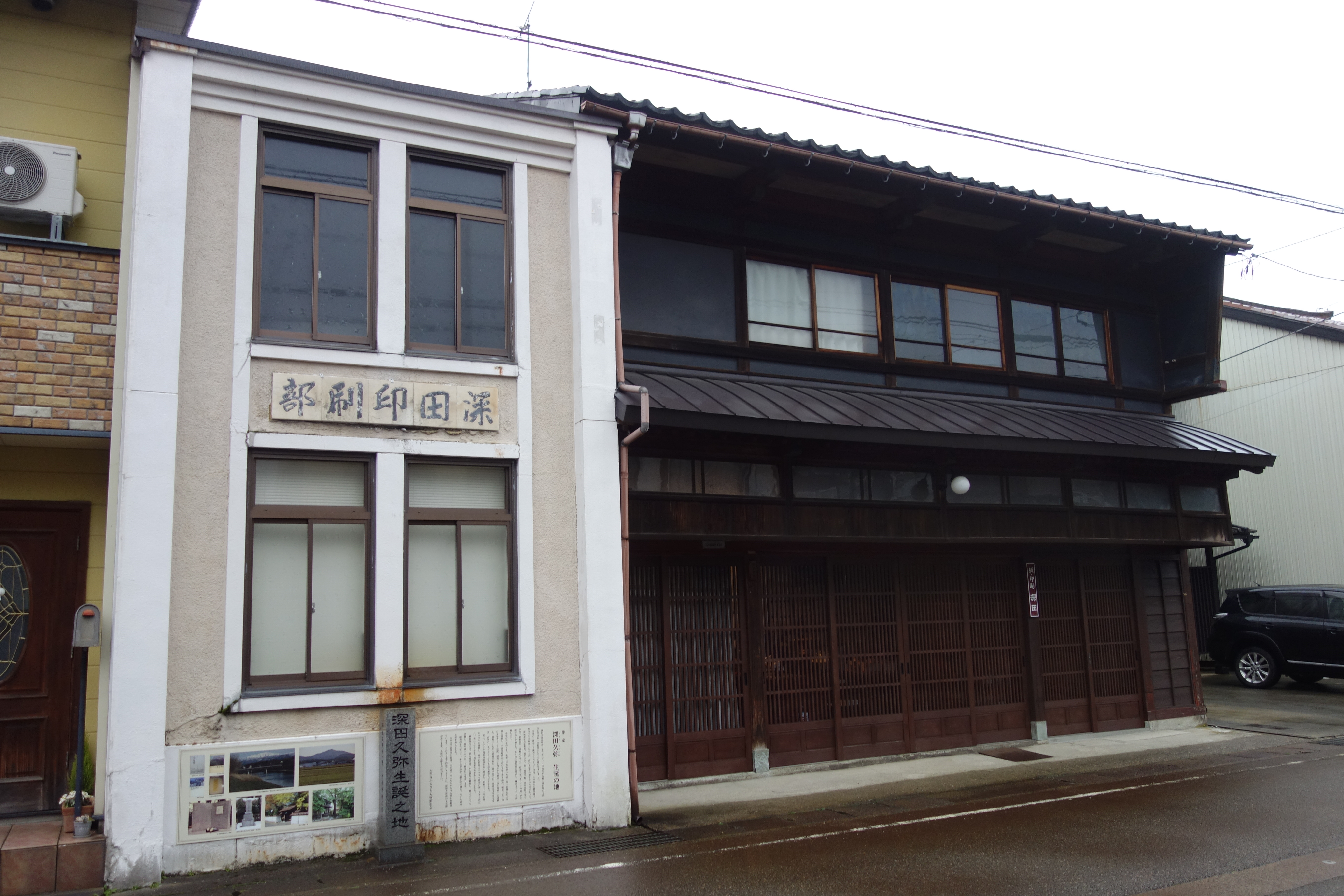
深田久弥生誕の地（加賀市大聖寺町）
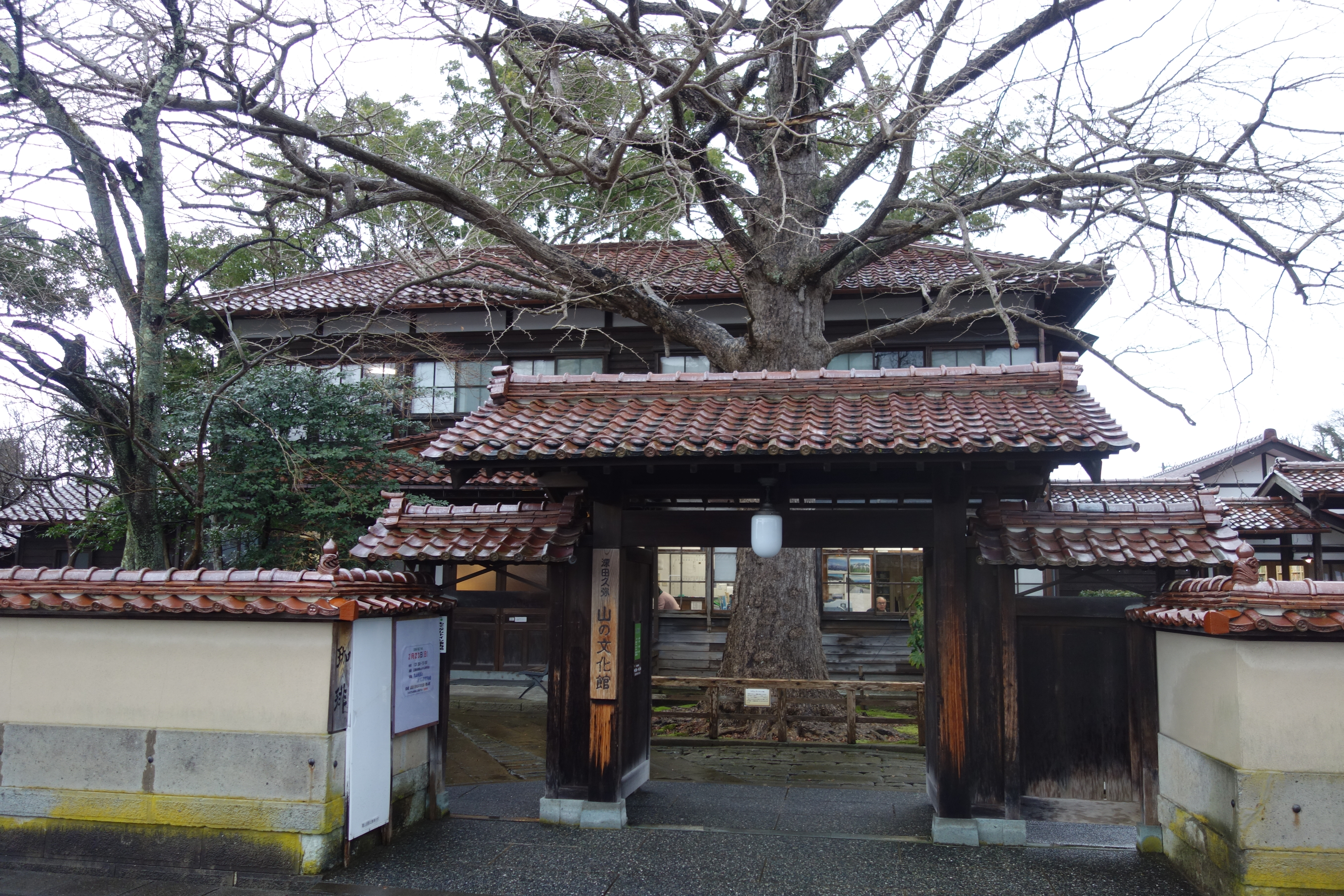
深田久弥 山の文化館（加賀市大聖寺町）
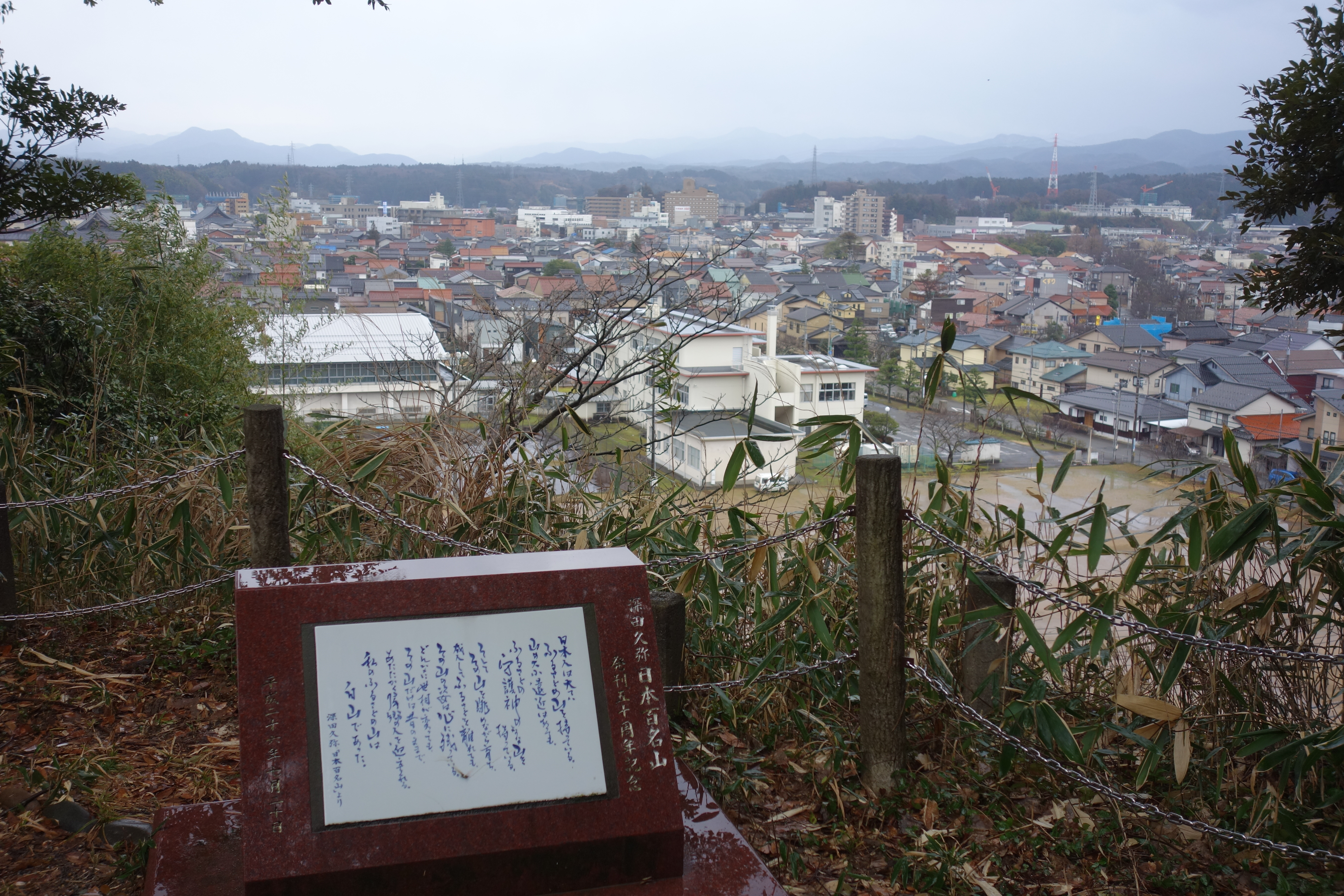
錦城山公園の石碑と大聖寺の街並み
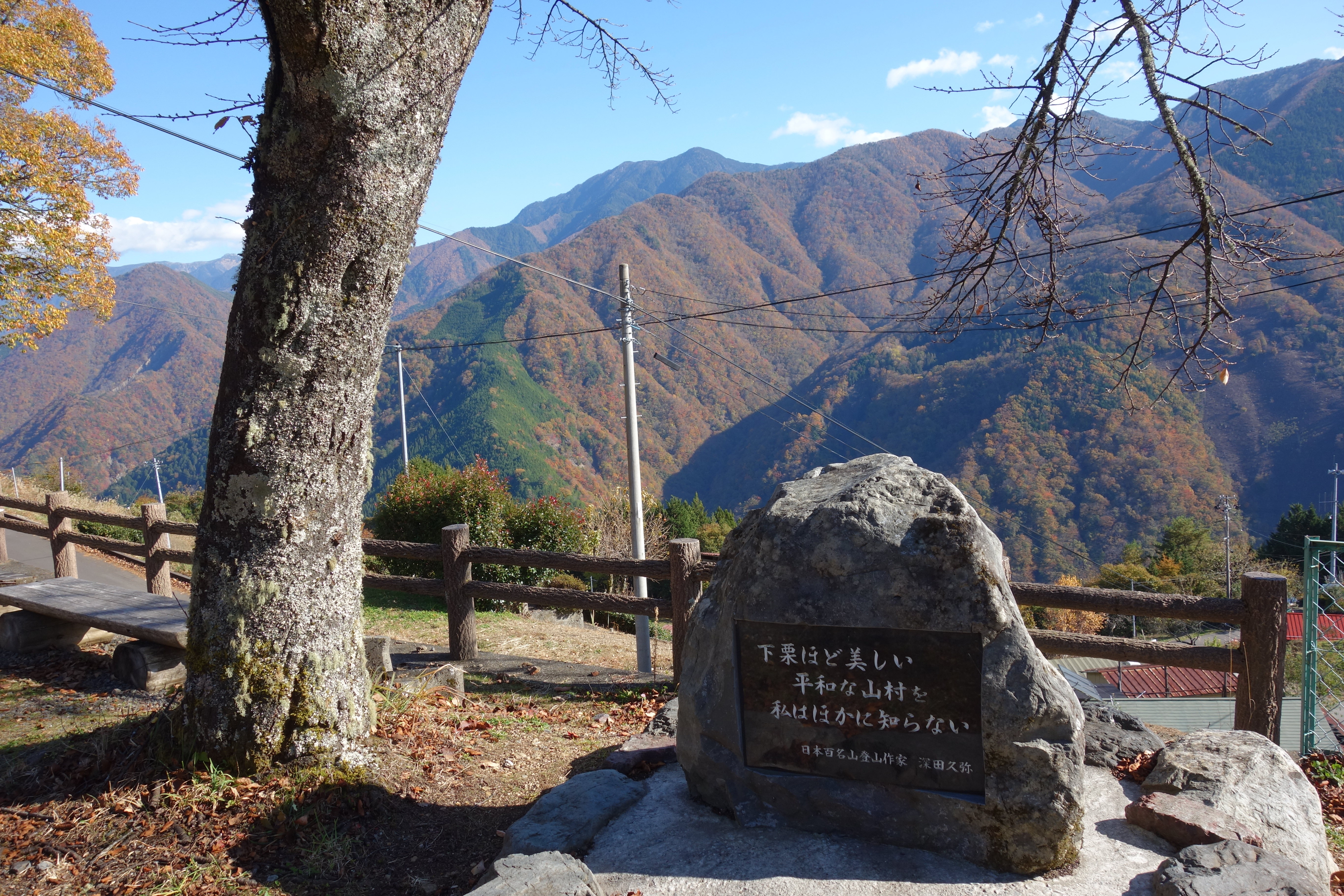
深田久弥の碑（下栗の里）
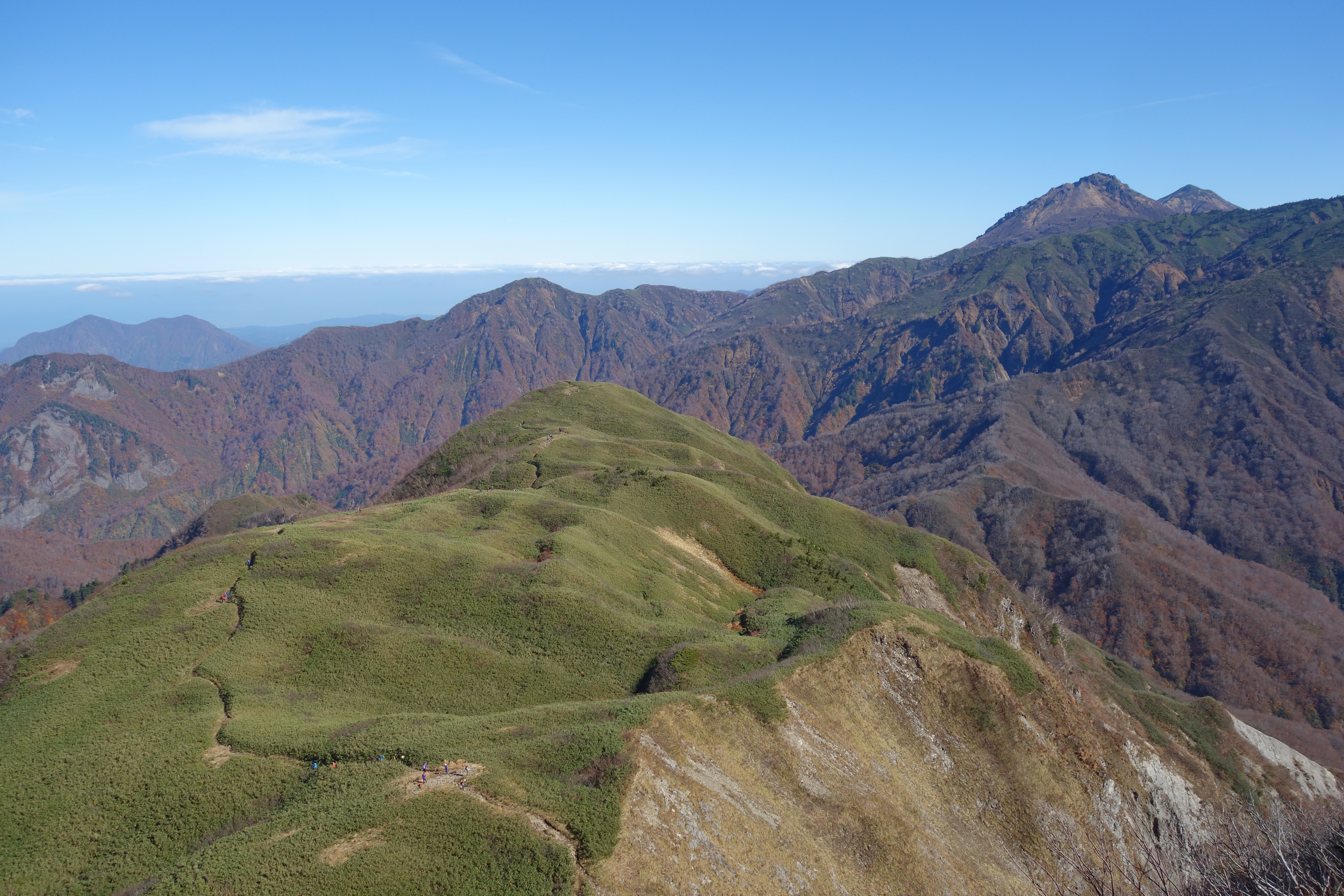
三度目の挑戦で妻・志げ子と登頂した雨飾山
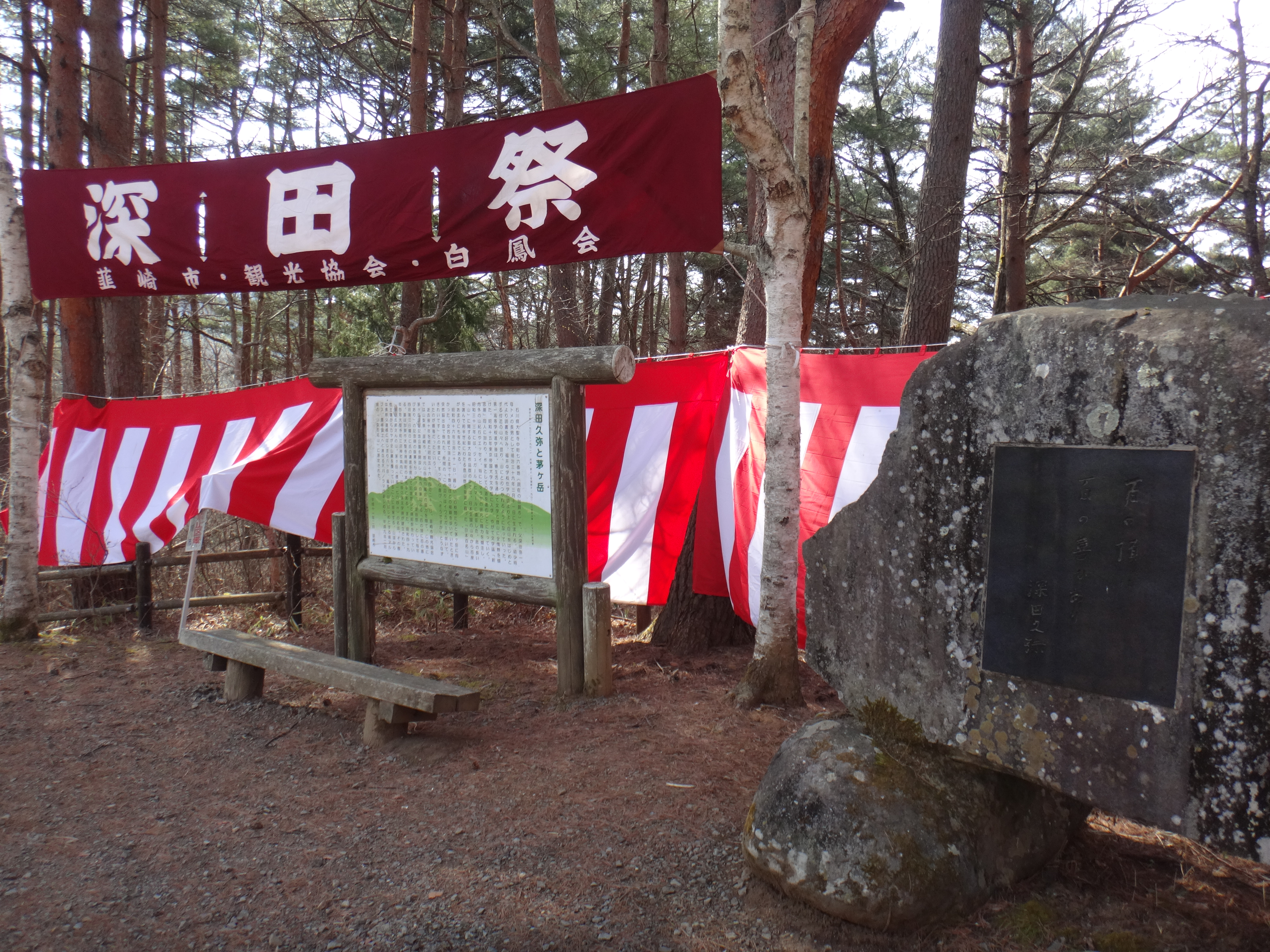
深田記念公園（茅ヶ岳山麓）

## 著書一覧
- 『雪崩』 改造社、1934年
- 『青猪』 竹村書房、1935年
- 『津軽の野づら』 作品社、1935年（新潮文庫、1948年、のち改版、ASIN B000JBN016）、角川文庫、1954年。短編集（新潮版は電子書籍あり）
- 『鎌倉夫人』 改造社、1937年（角川文庫、1954年、ASIN B000JB832C）
- 『雲と花と歌』 春陽堂、1938年
- 『知と愛』 河出書房、1939年（角川文庫、1952年、ASIN B000JB7JE0）
  - 『知と愛〈続〉』 角川文庫、1953年、ASIN B000JBAL8G
- 『贋修道院』 新潮社、1939年、ASIN B000JAQYGA（角川文庫、1956年、ASIN B000JB1GSA）
- 『山の幸』 青木書店、1940年
- 『翼ある花』 金星堂、1940年
- 『春蘭 随筆集』 東峰書房、1941年
- 『紫匂ふ』 改造社、1941年
- 『紫陽花姫』 博文館、1942年
- 『少年部隊』 講談社、1942年
- 『命短し』 青木書店、1943年
- 『をとめだより』 小学館、1943年
- 『親友』 新潮社、1943年（斎藤書店、1948年、ASIN B000JBM45E／角川文庫、1955年、ASIN B000JB4LBE）
- 『あすならう・オロツコの娘（現代日本名作選）』 筑摩書房、1954年、ASIN B000JB8D72
- 『火にも水にも』 角川書店〈角川小説新書〉、1956年、ASIN B000JAZ5JW - ※以上は北畠八穂共著

山岳紀行・探検作家
- 『山岳展望』 三省堂、1937年（朝日文庫、1982年、ASIN B000J7L9Z4）
- 『山頂山麓』 青木書店、1942年（朝日文庫、1982年、ASIN B000J7K0ZO）
- 『わが山山』 東峰書房、1948年、ASIN B000JBM0IK（中公文庫、1980年、改版2002年）
- 『をちこちの山』 山と渓谷、1952年、ASIN B000JBCY04
- 『四季の山登り その魅力・想い出』 社会思想研究会出版部（現代教養文庫）、1956年、ASIN B000JB0HTO
  - 新編『四季の山登り』 現代教養文庫、1963年、ASIN B000JAIQT8
- 『ヒマラヤ 山と人』 中央公論社、1956年、ASIN B000JB0DJI
- 『山秀水清』 朋文堂、1956年、ASIN B000JAZM3Q
- 『ヒマラヤ登攀史 八千メートルの山々』 岩波新書、1957年、ASIN B000JAXQXE
- 『雲の上の道 わがヒマラヤ紀行』 新潮社、1959年、ASIN B000JARZCW（中公文庫BIBLIO、2003年）
- 『山さまざま』 五月書房、1959年、ASIN B000JARM6G（朝日文庫、1982年、ASIN B000J7J8HU）
- 『登山十二か月』 角川文庫、1959年、ASIN B000JASA9Y
- 『わが愛する山々』 新潮社、1959年、ASIN B000JAN1B6（新潮文庫、1969年、新版1981年）
- 『シルクロード』 角川新書、1962年、ASIN B000JAKOIY（角川選書、1972年、ISBN 4047030600）
- 『山があるから』 文藝春秋新社、1963年、ASIN B000JAIX4Q
- 「ヒマラヤの高峰」全5巻・別巻、雪華社
  - 『ヒマラヤの高峰〈第1巻〉』 1964年、ASIN B000JAGFOG
  - 『ヒマラヤの高峰〈第2巻〉』 1964年、ASIN B000JAET3K
  - 『ヒマラヤの高峰〈第3巻〉』 1964年、ASIN B000JAEY8K
  - 『ヒマラヤの高峰〈第4巻〉』 1965年、ASIN B000JAE7CS
  - 『ヒマラヤの高峰〈第5巻〉』 1965年、ASIN B000JAE3N6
  - 『ヒマラヤの高峰〈別巻〉』 1966年、ASIN B000JABX6G
- 『日本百名山』 新潮社、1964年、ASIN B000JAFKT2。新版1991年、ISBN 4103184051
- 『瀟洒なる自然 わが山旅の記』 新潮社、1967年、ASIN B000JA7GBM
- 『山岳遍歴』 番町書房、1967年、ASIN B000JA6AP0（主婦と生活社（文庫判）、1998年、ISBN 4391122596）
- 『ヒマラヤ登攀史　第二版』 岩波新書、1969年、復刊1989年、2002年、ISBN 4004151031
- 『きたぐに』 東京美術「ピルグリムエッセイシリーズ」、1970年、ASIN B000J95IYK
- 『雪山の一週間』 スキージャーナル「自然と人間シリーズ」、1971年、ASIN B000J95B2O

没後刊
- 『山頂の憩い 「日本百名山」その後』 新潮社、1971年、新潮文庫、2000年、ISBN 4101220034。絶筆（自選紀行エッセイ）、電子書籍あり
- 『シルクロードの旅』 朝日新聞社、1971年、朝日選書、1977年、ISBN 4022591889、オンデマンド版2003年
- 『中央アジア探検史』 白水社、1971年、ASIN B000J9H6L8。新版2003年ほか ISBN 456003043X。遺著で長沢和俊が補記編集
- 『世界百名山　絶筆41座』 新潮社、1974年、ASIN B000J9GLAA
- 「山の文学全集」 朝日新聞社（全12巻 別巻1）、1974-75年。解題近藤信行
  - 『山の文学全集〈1〉わが山山』、ASIN B000J99R92
  - 『山の文学全集〈2〉山頂山麓』、ASIN B000J99R8S
  - 『山の文学全集〈3〉わが愛する山々』、ASIN B000J99R8I
  - 『山の文学全集〈4〉瀟洒なる自然』、ASIN B000J99R88
  - 『山の文学全集〈5〉日本百名山』、ASIN B000J99R7Y
  - 『山の文学全集〈6〉雲の上の道』、ASIN B000J99R7O
  - 『山の文学全集〈7〉ヒマラヤの高峰　上』、ASIN B000J9HMPI
  - 『山の文学全集〈8〉ヒマラヤの高峰　中』、ASIN B000J9ECKQ
  - 『山の文学全集〈9〉ヒマラヤの高峰　下』、ASIN B000J9ECKG
  - 『山の文学全集〈10〉シルクロードの旅』、ASIN B000J9FBE
  - 『山の文学全集〈11〉中央アジア探検史』、ASIN B000J9ECK6
  - 『山の文学全集〈12〉九山山房夜話』、ASIN B000J99R7E
  - 『山の文学全集〈別巻〉写真集  ヒマラヤの高峰』、1978年
- 『九山句集』 卯辰山文庫、1978年3月、ASIN B000J8P9BS。私家版
- 『日本百名山』 新潮文庫、1978年、改版2003年、ISBN 4101220026、電子書籍あり
- 「深田久弥 山の文庫シリーズ」 朝日文庫（全6巻）
  - 『山の文庫〈1〉日本百名山』、1982年7月、ISBN 402-2608714
  - 『山の文庫〈2〉ヒマラヤの高峰』、1982年8月、ISBN 402-2608722
  - 『山の文庫〈3〉山岳展望』、1982年9月、ISBN 402-2608730
  - 『山の文庫〈4〉山頂山麓』、1982年10月、ISBN 402-2608749
  - 『山の文庫〈5〉山さまざま』、1982年11月、ISBN 402-2608757
  - 『山の文庫〈6〉山頂の憩い』、1982年12月、ISBN 402-2608765
- 「ヒマラヤの高峰」新版、白水社（全5巻）、1983年3月-8月。望月達夫・諏訪多栄蔵・雁部貞夫・池田常道（編集者）編
  - 『ヒマラヤの高峰〈1〉シッキム 東部ネパール』
  - 『ヒマラヤの高峰〈2〉中・西部ネパール インド』
  - 『ヒマラヤの高峰〈3〉東部カラコルム カシミール』
  - 『ヒマラヤの高峰〈4〉西部カラコルム ヒンドゥ・クシュ』
  - 『ヒマラヤの高峰〈5〉中国 パミール』
- 『深田久弥の山さまざま』 五月書房、1996年。池内紀編・解説
- 『百名山以外の名山50』 河出書房新社、1999年8月、新装版2021年3月、ISBN 4309288723
- 『百名山ふたたび』 河出書房新社、2000年4月、ISBN 4309264107
- 『一日二日の百名山』 河出書房新社、2000年6月、ISBN 4309264174
- 『日本アルプス百名山紀行』 河出書房新社、2000年6月、ISBN 4309264174
- 「深田久弥の山がたり」 二見書房（山岳名著シリーズ 全3巻）
  - 『深田久弥の山がたり〈1〉山嶺の風』、2000年3月、ISBN 4576005561
  - 『深田久弥の山がたり〈2〉百の頂に百の喜び』、2000年5月、ISBN 4576005715
  - 『深田久弥の山がたり〈3〉ヒマラヤ物語』、2000年8月、ISBN 4576006347
- 『わが愛する山々』 山と溪谷社〈ヤマケイ文庫〉、2011年、ISBN 463504730X。電子書籍あり
- 『名もなき山へ』 幻戯書房、2014年、ISBN 4864880549／新編・ヤマケイ文庫、2024年。単行本未収録の随筆集
- 『拝啓山ガール様　深田久弥作品集』 廣済堂出版〈廣済堂文庫〉、2015年、同上
- 『深田久弥選集　百名山紀行』 山と溪谷社〈ヤマケイ文庫 上・下〉、2015年。電子書籍あり
- 『瀟洒なる自然　わが山旅の記』 山と溪谷社〈ヤマケイ文庫〉、2021年、ISBN 4635049191、同上
- 『ヒマラヤの高峰』 山と溪谷社〈ヤマケイ文庫〉、2021年、ISBN 4635049299、同上

## 編著・共著
- 『高原 紀行と案内』 青木書店、1938年
- 『峠』 青木書店、1939年／新編・ヤマケイ文庫、2022年。紀行文31篇
- 『富士山』 青木書店、1940年
  - 新編『富士山』 写真：岡田紅陽、雪華社、1965年、ASIN B000JADJG8
- 『上高地』 長尾宏也共編、修道社、1958年、ASIN B000JAULJG
- 『日本アルプス 写真文集』 修道社、1958年、ASIN B000JATAWA。度々再刊
- 『氷河への旅 ジュガール・ヒマール探査行』 写真：風見武秀、朋文堂山岳文庫、1959年、ASIN B000JAT0HK
- 『日本アルプス』 写真：風見武秀、現代教養文庫、1963年、ASIN B000JAIKKI
- 『想い出の山旅』 写真：風見武秀、角川文庫、1965年、ASIN B000JADM1A
- 『シルクロード 過去と現在』 長沢和俊共著、白水社、1968年、ASIN B000JA5150。新版1980年、1988年
- 『悲劇の山 栄光の山　現代の冒険2』 文藝春秋、1970年、ASIN B000J9ENU0。責任編集（全5篇）
- 『愉しき山談義　深田久弥対話集』 幻戯書房、2014年、ISBN 4864880557。対話12篇

### 翻訳
- E.シプトン 『エヴェレストへの長い道』 東京創元社、1957年、ASIN B000JAZ61Y
- ウイルフリッド・ノイス『マチャプチャリ　ヒマラヤで一番美しく嶮しい山』 文藝春秋新社、1962年、ASIN B000JAKBZA
- W.H.ティルマン『ネパール・ヒマラヤ』 四季書館、1976年、ASIN B000J9EVRU

### 音声・映像
- 『深田久弥の万葉登山　新潮CD講演』 新潮社、2010年2月、ISBN 4108302346
- 『深田久弥の日本百名山』全10巻、東芝EMI、2001年